# Об'єднана Словенія

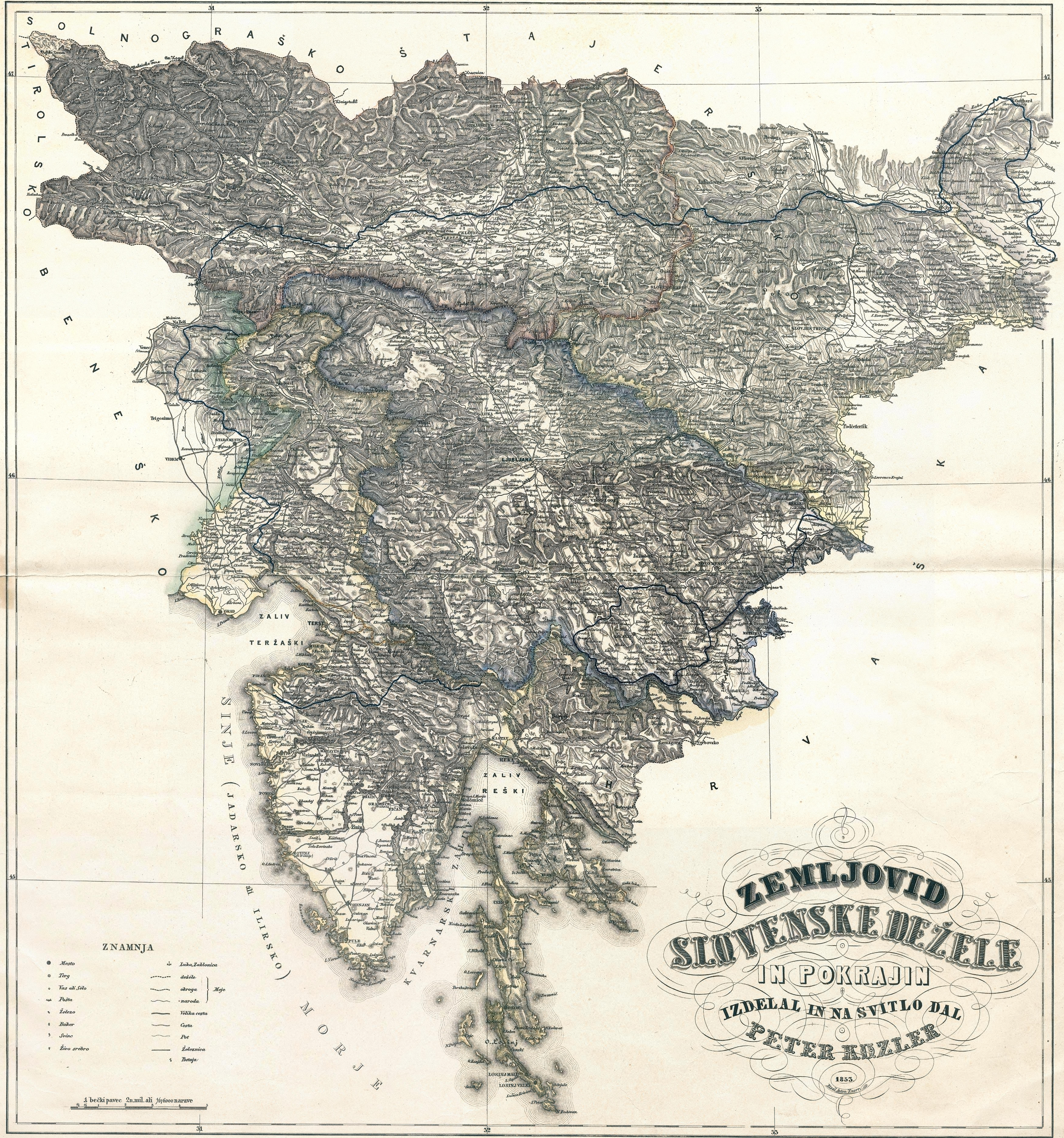
Карта Петра Козлера — плановані землі Словенії (1851). Нині є емблемою Словенської національної партії

Об'єднана Словенія або Велика Словенія (словен. Zedinjena Slovenija або Združena Slovenija) — панслов'янська, іредентистська концепція, згідно з якою землі, населені етнічними словенцями, повинні бути об'єднані в складі словенської національної держави.

## Історія
Політична програма словенського національного руху виникла протягом Весни народів 1848 .
Програма вимагала таке:
1. об'єднання всіх словенських областей у єдине королівство під владою Австрійської імперії;
2. рівноправність словенської мови в громадських місцях;
3. рішуче виступила проти запланованої інтеграції Габсбурзької монархії в Німецький союз.

Програма не була досягнута, але залишалася загальним політичним завданням усіх політичних течій у межах словенського національного руху до початку Першої світової війни.

## Історичний контекст
Після Віденського повстання, що змусило Фердинанда I прийняти конституцію, народи Імперії побачили шанс посилити свої позиції. Після Віденського конгресу в 1815, вперше за століття, всі словенські області були під владою однієї держави. Вони були, однак, розділені між різними політичними одиницями (Крайна, Штирія, Каринтія, Гориця і Градишка, Істрія, Трієст, Ломбардія і Венеція (Венеційська Словенія) та Угорське королівство). У такій фрагментації самоврядування на національній основі було неможливе.
Ідея Об'єднаної Словенії вперше сформульована 17 березня 1848 каринтійським священником і політичним активістом Словенії, панславістом Маяром Зільським і оприлюднена 29 березня в національній консервативній газеті «Kmetijske» — виданні з декоративно-прикладного мистецтва, редагованому Янезом Блевейсом.
Ідея, запропонована Маяром, була розроблена і ясно сформульована Товариством словенців із Відня та наводилася в той час відомим лінгвістом Франом Миклошичем, який видав маніфест 29 квітня у словенській газеті «Novice» з Клагенфурта. У той же період географ Пітер Козлер випустив карту всіх словенських земель з етнічно-лінгвістичними межами Словенії.
Янез Блевейс представив ці вимоги ерцгерцогові Йоганну Австрійському, молодшому братові австрійського імператора Франца II, який жив серед словенців у Мариборі протягом 15 років. Три ключові пункти програми (створення Словенії як окремої юридичної особи, визнання словенської мови і протистояння приєднанню до Німецького Союзу) були підписані як клопотання. Підписане клопотання було подано до австрійського парламенту, але через повстання в Угорщині Парламент було розпущено, перш ніж він зміг обговорити словенську проблему.

## Наслідки
Політичні прагнення словенців були придушені абсолютизмом барона Олександра фон Баха в 1851 році, і словенське національне пробудження повернулося фактично в культурну площину. Програма Об'єднаної Словенії, однак, залишалася загальною політичною програмою всіх течій у межах словенського національного руху до Першої світової війни. Після Першої світової війни та розпаду Австро-Угорщини він був інтегрований в ідеї ілліризму та створення Югославії.
Після краху Австро-Угорщини в жовтні 1918 року і наступного створення спочатку Держави словенців, хорватів та сербів, а потім Королівства сербів, хорватів та словенців, землі карантійських словенців і Венеційської Словенії опинилися поза межами Югославії. Тому програма Об'єднаної Словенії існувала в політичних та інтелектуальних дебатах у період між війнами. У квітні 1941 року вона була включена в маніфест Визвольного фронту словенського народу. Після анексії словенського узбережжя Югославією в 1947 і поділу Вільної території Трієст між Італією та Югославією в 1954 році головною вимогою Об'єднаної програми Словенії стало об'єднання більшості словенських земель у єдиній державі.
Пошта Словенії випустила марку з нагоди 150-ї річниці Об'єднаного руху Словенії.